# Ейбог, Даниил Олегович
Даниил Олегович Ейбог (род. 20 марта 1997, Оленегорск, Мурманская область) — российский шорт-трекист, чемпион Европы 2020 года в эстафете, призёр чемпионата Европы 2021 года. Участник зимних Олимпийских игр 2022 года в Пекине.

## Биография
Даниил родился 20 марта 1997 года в городе Оленегорск, Мурманской области. В возрасте семи лет появилось желание заняться спортивной гимнастикой, но в Оленегорске такой спортивной секции не существовало. Попробовал себя в скоростном беге на коньках. Первый тренер Эдуард Султанов.
В 2009 году по приглашению тренера переехал в Тверь. Здесь переобучился на шорт-трекиста. Выступал за специализированную детско-юношескую спортивную школу олимпийского резерва и ЦСКА. Проходил службу в армии. После поступил на обучение в Смоленскую академию спорта и туризма.
В 2015 году получил спортивное звание мастера спорта международного класса. В 2017 году стал чемпионом России на дистанции 500 метров. В том же году победил на Всемирных военных играх. В 2018 году выиграл серебряную медаль чемпионата России в эстафете 5000 метров. Серебряный призёр Универсиады 2019 года. 
2 ноября 2019 года в составе сборной России выиграл золотую медаль в смешанной эстафете на первом этапе Кубка мира по шорт-треку. На следующий день в Солт-Лейк-Сити одержал победу в мужской эстафете на 5000 метров.
В 2020 году на чемпионате Европы в Венгрии в составе эстафеты стал обладателем золотых медалей. Через год на континентальном первенстве в Гданьске завоевал бронзовую медаль в составе мужской эстафеты.
В феврале 2022 года принял участие в зимних Олимпийских играх в Пекине. Стартовал на дистанции 1500 метров, но не квалифицировался в полуфинальные забеги. 
Играет на гитаре, сочиняет музыку.  

## Награды
- Медаль «За заслуги перед Челябинской областью» III степени (8 мая 2024) — за большой личный вклад в развитие физической культуры и спорта, деятельность, способствующую процветанию Челябинской области и повышению её авторитета в Российской Федерации и за рубежом